# Engenho de açúcar no Brasil colonial
O primeiro Engenho de açúcar no Brasil colonial foi construído em 1516 Feitoria de Itamaracá (capitania brasileira de Pernambuco) confiada ao administrador Pero Capico. Antes produzido apenas no Oriente, com a colonização das terras brasileiras os portugueses iniciaram sua produção, resultando no ciclo do açúcar aproximadamente entre os século XVI e XVIII.

Em 1549, Pernambuco já possuía trinta engenhos-banguê; a Bahia, dezoito; e São Vicente, dois. A lavoura da cana-de-açúcar era próspera e, meio século depois, a distribuição dos engenhos perfazia um total de 256.

## História

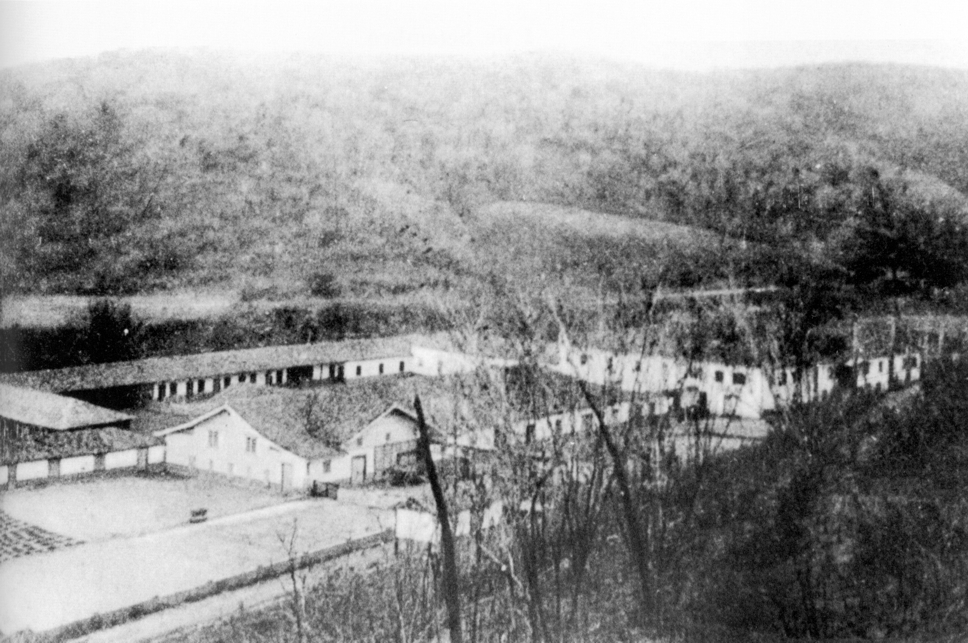
Casa-grande e senzala.

Em 1516, foi construído no litoral pernambucano o primeiro engenho de açúcar de que se tem notícia no Brasil, mais precisamente na Feitoria de Itamaracá, confiada ao administrador colonial Pero Capico — o primeiro "Governador das Partes do Brasil". Em 1526 já figuravam direitos sobre o açúcar de Pernambuco na Alfândega de Lisboa (ver: Pacto Colonial). Na década de 1530, os primeiros donatários portugueses iniciaram empreendimentos nas terras da América Portuguesa, especialmente nas capitanias brasileiras de Pernambuco e São Vicente, implementando engenhos de açúcar, como o Engenho dos Erasmos. Assim, surgem, na nova colônia portuguesa, os primeiros núcleos de povoamento e agricultura.
Ainda que houvesse canaviais no Espírito Santo, Rio de Janeiro e São Paulo, o Nordeste foi a região que assumiu maior importância devido ao seu solo massapê, o clima quente e úmido e as chuvas regulares que ofereciam excelentes condições para cultivo da cana. Outro fator que favoreceu essa região foi a proximidade da África, local de onde vinham os escravos para trabalhar na lavoura, e de Portugal, o que facilitava o transporte do produto. Dessa forma, o litoral nordestino tornou-se a principal área açucareira da colônia, destacando sobretudo Pernambuco e Bahia.

## Estrutura dos Engenhos

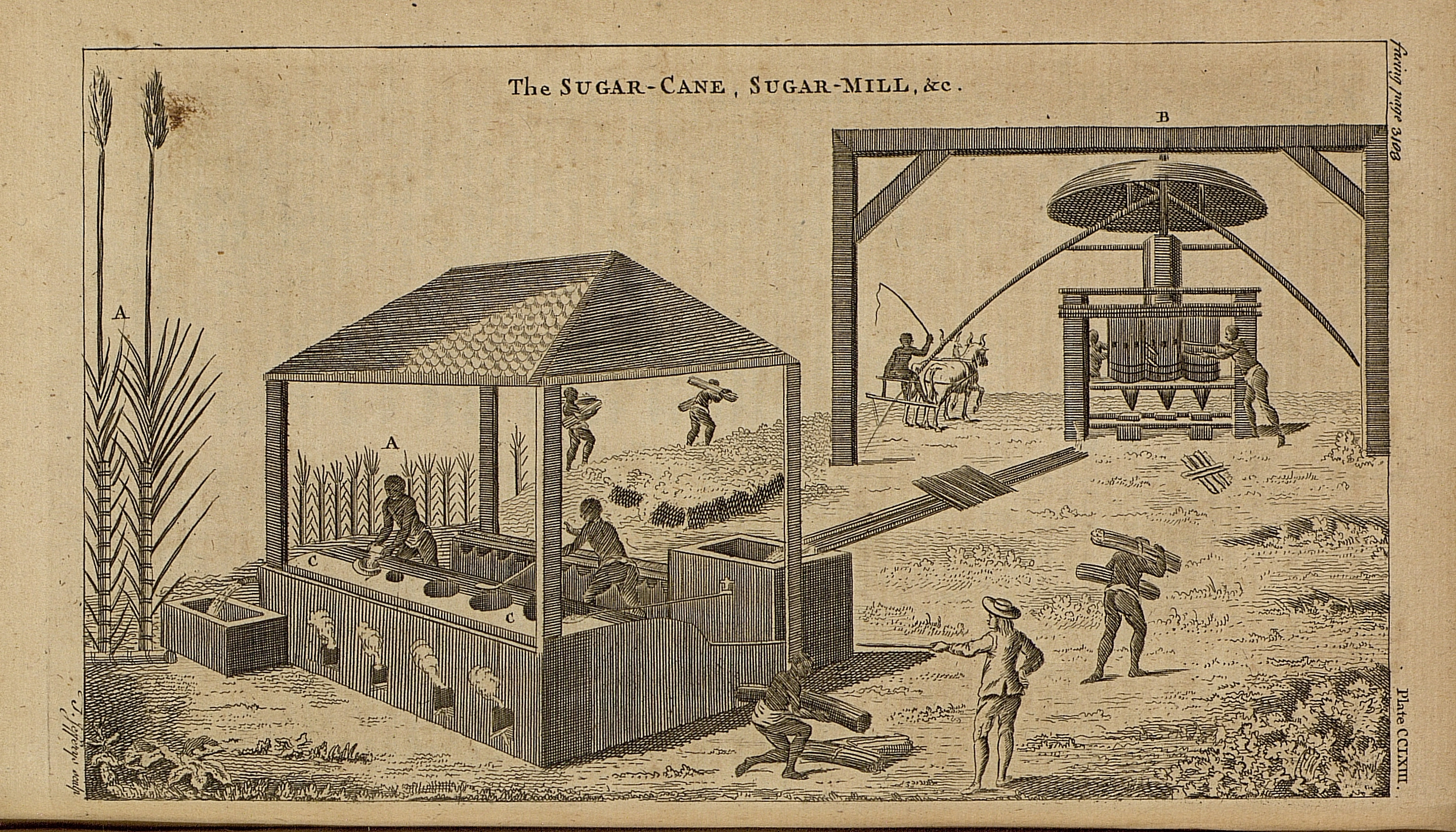
Estrutura dos Engenhos

Por ser uma estrutura complexa, o engenho necessitava de grandes extensões de terra para abrigar todas as suas funções. Cada uma das etapas do processo de fabricação do açúcar refletia na arquitetura e criava a sua configuração espacial.

### Canavial
O canavial era local onde a cana de açúcar era cultivada.

### Casa da moenda

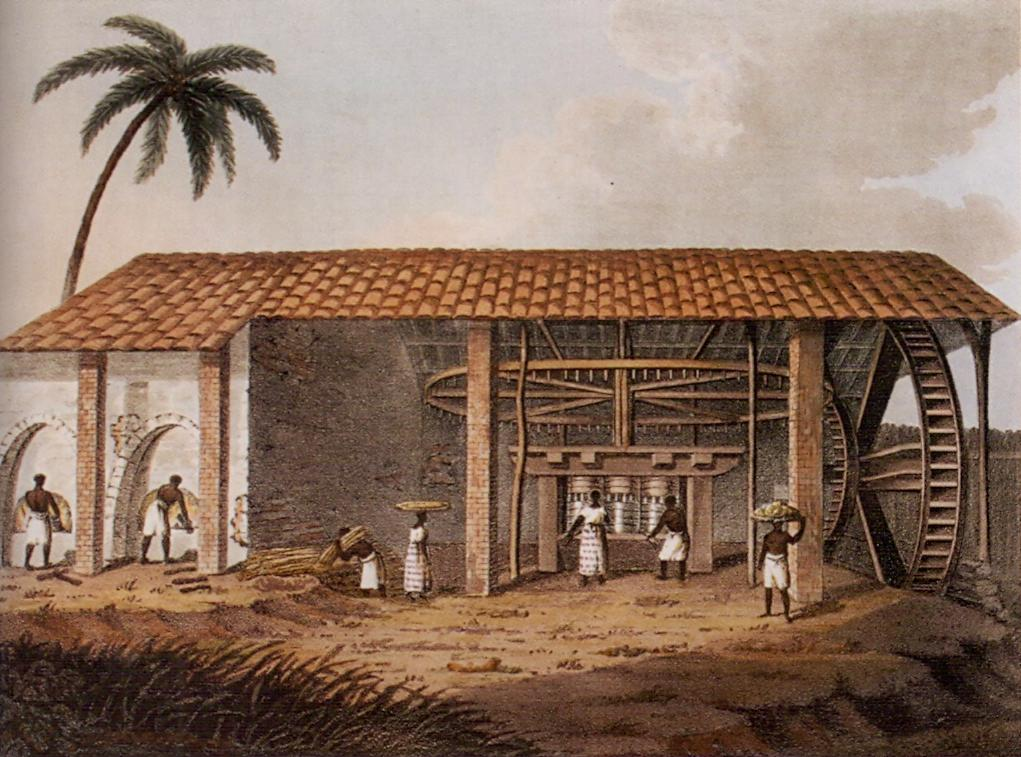
Engenho de Açúcar, Nordeste Brasileiro, 1816.

Cômodo retangular que abrigava a estrutura do engenho. Era construído em um nível mais baixo e próximo do rio, para que permitisse a passagem de água na casa. Necessariamente, deveria conter duas portas: uma para a entrada da carroça que trazia a cana-de-açúcar e outra para que ela saísse sem ter que dar a volta no interior do cômodo. A moenda  era uma máquina feita de madeira que, com um mecanismo de engrenagem movido por força humana, tração animal ou energia hidráulica, prensava a cana e a transformava em caldo. Em algumas casas, o caldo extraído era conduzido pelas calhas até a casa das caldeiras, sendo primordial haver uma ligação direta entre elas.

### Casa das caldeiras
Considerado o local mais perigoso do engenho pelos riscos de queimadura ou incêndio, o cômodo tinha dimensões menores e era o local onde o caldo era cozido. Possuía uma bancada de tijolos onde estavam as chamadas tachas para cozer o açúcar. Em sua proximidade, existiam altas e grandes chaminés de tijolo que caracterizavam um sistema em que o fogo alimentava as tachas longitudinalmente.

### Casa de purgar
Local onde o caldo cozido ficava por vários dias para que as suas impurezas saíssem de modo a transformá-lo em açúcar e, por isso, devia estar próximo à casa de caldeiras e mais afastada do centro do engenho. O destaque desta dependência é o fato da mesma ter um nível mais baixo e, ao longo das paredes ter estruturas de tijolos que criavam apoios para as tábuas de madeira onde as formas de purgar eram encaixadas.

### Senzala

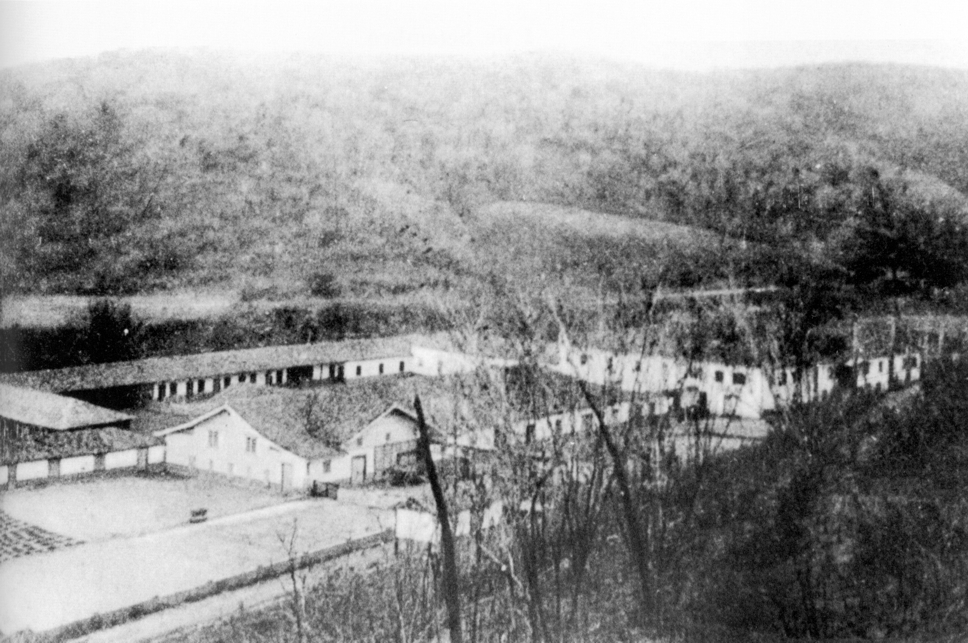
Casa Grande, Senzalas e Armazéns.

O termo deriva do significado de “lugar de habitações dos indivíduos de uma família” ou “morada separada da casa principal”. No Brasil colonial, foi usado para referir-se a moradia coletiva dos escravos. Eram estruturas divididas em cubículos e não tinham banheiro ou cozinha, podendo estar próximas ou não da casa grande. No geral, não havia privacidade e todos viviam juntos. Em alguns casos, as senzalas tinham lugares reservados para os casais ou tinham pequenas casas separadas como forma de incentivo a terem filhos. Em frente às senzalas, ficava o chamado tronco ou pelourinho, um lugar usado para castigar  ou, como se falava no século XVI, “educar” os escravos (ver: Instrumentos de tortura do Brasil escravocrata).

### Casa Grande
Residência do senhor de engenho, eram construções com grandes salas, numerosos quartos e acomodações confortáveis, podendo ser térrea ou sobrado e geralmente estava em um lugar central e elevado da propriedade para que se pudesse ter visão total do engenho e representar a função política e administrativa do conjunto. Nos séculos XVI e XVII, as casas não eram tão luxuosas e eram feitas de pau a pique, pedra-lavada, cal, telhado de palha ou de sapê.

### Capela
Construída a partir da necessidade religiosa e governamental, foi instalada ao lado da casa grande, como uma extensão dela, reunindo os habitantes do engenho para a realização de cerimônias religiosas. A Capela era uma construção modesta e baixa, mas com tamanho suficiente para abrigar a comunidade.

### Casas de Trabalhadores Livres
Pequenas e simples habitações onde viviam outros trabalhadores do engenho que não eram escravos, geralmente os fazendeiros que não possuíam recursos.

### Curral
Local que abrigava os animais usados nos engenhos, seja para o transporte (produtos e pessoas) ou para alimentação da população.

## Tipologias
Os engenhos apresentavam tipos diferentes quanto a força motriz usada para girar as engrenagens. Basicamente, no período colonial foram utilizados três tipos de engenho:

### Alçaprensa ou alçaprema
Movido a força humana e geralmente  era usado em engenhocas (pequenos engenhos).

### Almanjarra, trapiche ou atafona

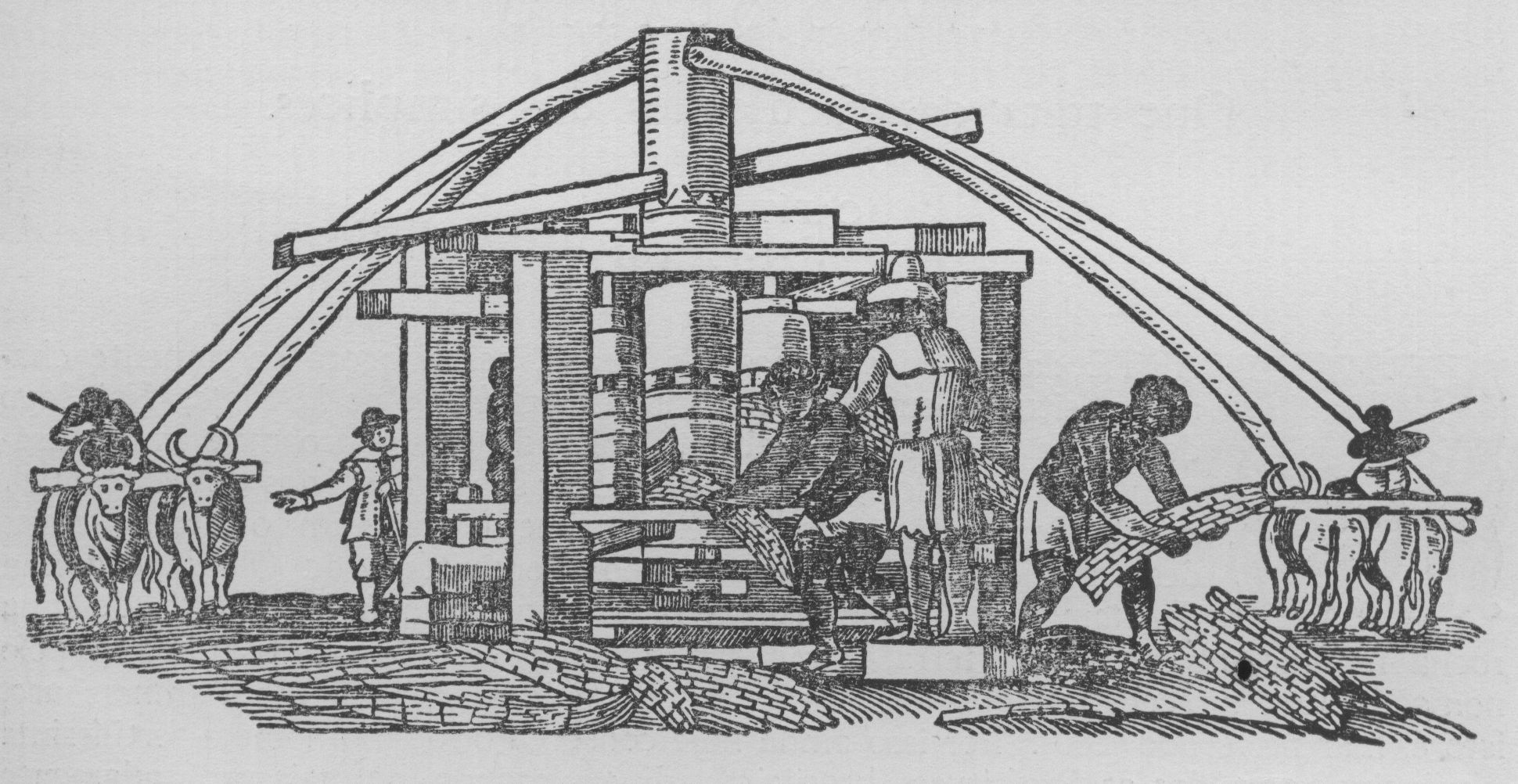
Almanjarra

Movido pela força de animais, geralmente bois e, em alguns casos, usavam cavalos.

### Água ou real
Movido pela energia hidráulica, por meio de uma roda de água.

### Século XIX
A partir do século XIX, na época do Império, surgiram outros tipos:
Banguê: Engenho movido a vapor;
Entrosa: Engenho movido por paus que usava a força humana;
Gangorra: Engenho de madeira manual com dois cilindros que usava a força humana;
Fogo-morto: Usado para se referir a um engenho inoperante.